# 채널 식스 나인
"채널 식스 나인"은 1996년에 개봉한 대한민국의 영화이다.

## 캐스팅
- 신현준 : 윤제하 역
- 홍경인 : 구석기 역
- 최선미 : 조민희 역
- 손종호 : 조연양 박사 역
- 이태열 : 조연임 박사 역
- 박근형 : 황 의원 역
- 박효정 : 오수경 역
- 송금식 : 안 검사 역
- 강미정 : 성주희 역
- 허기호 : 이 국장 역
- 권용운 : 문 형사 역
- 송광수 : 보좌관 역
- 주종휘 : 윤 국장 역
- 이정학 : 민 사장 역
- 배현주 : 미스 홍 역
- 최민우 : 홍 기자 역
- 유순일 : 장 피디 역
- 김민형 : 현 기자 역
- 신강호 : 박 국장 역
- 전정희 : 미스 진 역
- 장현정 : 노브라 역
- 심혜숙 : 여기자 역
- 권진원 : 간부 역
- 구승철 : 전문경찰 역
- 고현창 : 추행남 역
- 김광섭 : 기자 역